# Gustaf Malmsten

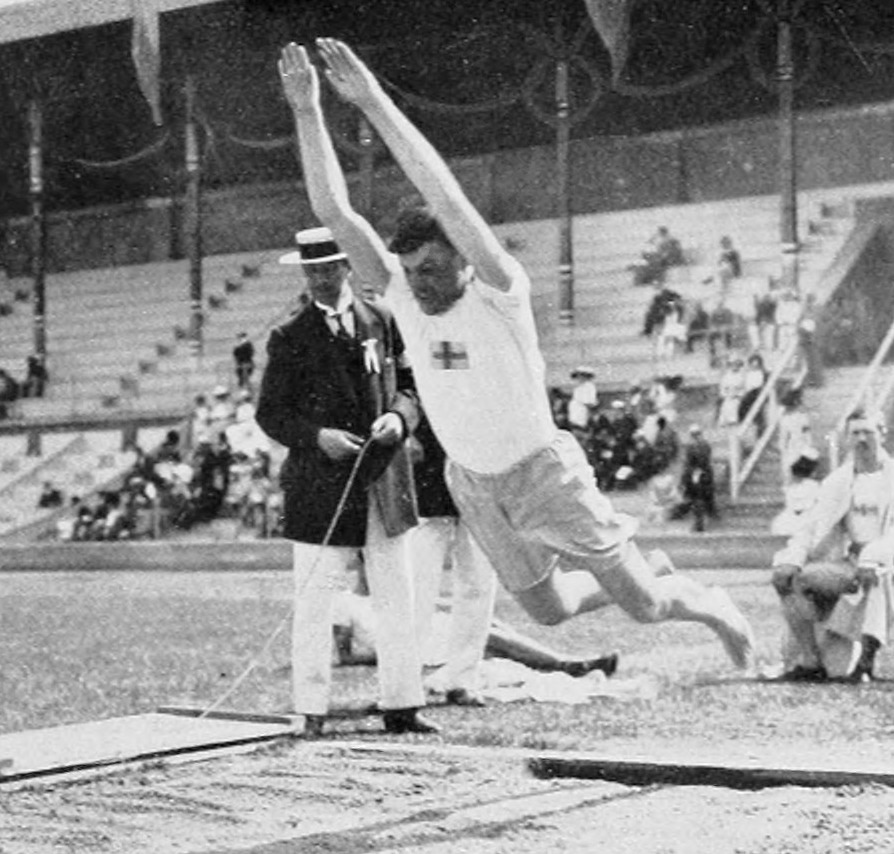
Gustaf Malmsten bei den Olympischen Spielen 1912

Gustaf Malmsten (Gustaf Adolf Malmsten; * 4. Dezember 1889 in Eskilstuna; † 30. März 1976 ebd.) war ein schwedischer Weitspringer.
Bei den Olympischen Spielen 1912 in Stockholm wurde er Vierter im Standweitsprung.
1912 wurde er Schwedischer Meister im Standweitsprung.